# Astragalus phlomoides
Astragalus phlomoides är en ärtväxtart som beskrevs av Pierre Edmond Boissier. Astragalus phlomoides ingår i släktet vedlar, och familjen ärtväxter. Inga underarter finns listade i Catalogue of Life.